# 昆迪·帕亚马
昆迪·帕亚马（葡萄牙語：Kundi Paihama，1944年12月9日—2020年7月24日），安哥拉政治人物，前国防部长。

## 生平
1944年生于葡屬西非威拉省基蓬戈。曾在卢班戈上小学，在威拉省和罗安达省上中学，后在葡萄牙陆军服役。1974年加入安哥拉人民解放运动。1975年安哥拉从葡萄牙独立后，参与对安盟的内战。1976年至1979年，任庫內納省政治委员。1979年至1981年，历任安哥拉人民共和国内政部长、国家安全部长，负责反情报工作。1986年至1991年，担任国家监察部长。
1990年代，历任罗安达省、威拉省、本格拉省省长。期间于1992年晋升安哥拉武装力量上将，1993年至1995年兼任安哥拉武装力量总参谋长顾问。1999年至2010年，担任国防部长。2000年5月访华，与胡锦涛会见。
2010年至2014年，担任退伍军人事务部长。2014年至2016年，担任万博省省长。2016年至2018年，担任庫內納省省长。在这期间，他是安哥拉人民解放运动中央委员会政治局委员，安哥拉商贸银行董事会主席。他也是总统若泽·爱德华多·多斯桑托斯的亲信之一。
2018年9月，时任总统若泽·爱德华多·多斯桑托斯退位，其继任者若昂·洛伦索发动反腐败运动，对多斯桑托斯原来的亲信进行打压。帕亚马随即失势，被指控滥用职权以及挪用公款，被排除出中央政治局。2019年初，他领导的安哥拉商贸银行（持有80%的股份）甚至被吊销金融许可证，宣布清算破产。而帕亚马本人则声明无罪，并聘请律师为自己辩护。
2020年7月24日，逝世。